# Sonja Graf

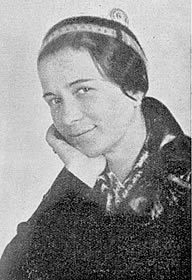
Sonja Graf, 1934

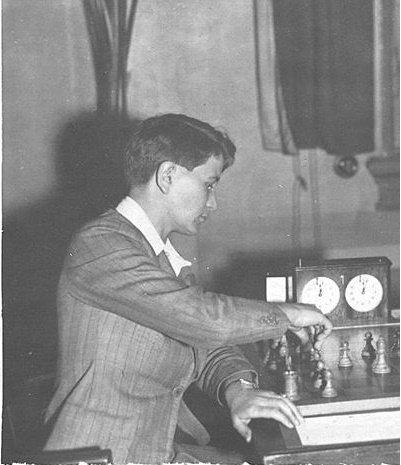
Sonja Graf, 1936

Sonja Graf (* 16. Dezember 1908 in München als Susanna Graf; † 6. März 1965 in New York) war eine der besten Schachspielerinnen der Welt. Sie spielte mehrmals um die Weltmeisterschaft.

## Kindheit und Jugend
Susanna Grafs Eltern, Josef Graf (1869–1935) und Susanna Zimmermann (1876–1953), stammten aus der Gegend von Samara im Wolgagebiet. Das Paar war im November 1900 nach München übergesiedelt, wo ihr erstes Kind geboren wurde, ging dann aber noch einmal nach Taganrog am Asowschen Meer in Russland zurück, dort kamen zwei weitere Kinder hinzu. 1906 nahm das Elternpaar dann endgültig den Wohnsitz in München. Der Vater war nach Eigenangaben von Sonja Graf ein Bohemien, der sich wenig um die täglichen Dinge des Lebens scherte und seine große Familie als Kunstmaler, später auch als Hypnotiseur und Magnetiseur eher schlecht als recht ernährte.
Am 14. Juni 1919 erhielt der Vater (und die Familie) als so genannter wolgadeutscher Rückwanderer die deutsche (bayerische) Staatsangehörigkeit und die Eltern heirateten am 19. April 1920, zu diesem Zeitpunkt hatten sie acht gemeinsame Kinder.  Susanna (Sonja) war das fünfte davon. Laut Frank Mayer wurde sie in ihrer Jugend von ihrem Vater missbraucht. Mit vermutlich 16 Jahren flüchtete sie aus der Familie und hielt sich im Künstler- und Vergnügungsviertel Schwabing auf. Wegen strafrechtlich relevanter Delikte wurde sie im November 1926 in das katholische Fürsorgeheim München-Thalkirchen eingewiesen und im September 1927 in das Erziehungsheim der „Zeller Schwestern“ in Kirchschönbach verlegt. Die offizielle Entlassung erfolgte am 14. Januar 1930, Susanna Graf war aber schon seit dem 1. November 1929 wieder bei ihren Eltern in München gemeldet. Dort hatte sie ihren Hauptwohnsitz bis zum März 1931.

## Entwicklung als Schachspielerin
Laut Michael Negele sah Sonja Graf im Schachspiel die einzigartige Chance, sich über die einer jungen Frau auferlegten gesellschaftlichen Schranken hinwegzusetzen und zugleich den unseligen familiären Zwängen zu entfliehen. Bereits als fünf- oder sechsjähriges Mädchen hatte sie das Schachspiel im Kreise ihrer Familie erlernt. Vor allem ihr Vater war ein begeisterter Schachspieler. Sie spielte zunächst erfolgreich in München bei Mannschaftsmeisterschaften der Herren mit. Später reiste sie durch Europa, um auch international Schach spielen zu können. Ihre Förderer in München waren  Eduard Dyckhoff und  Siegbert Tarrasch.
Im März 1934 hatte Sonja Graf, vermittelt durch den späteren Weltmeister Max Euwe, in Amsterdam die unverhoffte Gelegenheit zu einem inoffiziellen, also nicht als Weltmeisterschafts-Kampf deklarierten, Schaukampf mit der amtierenden Frauen-Weltmeisterin Vera Menchik. Sie verlor diesen Zweikampf bei einem Sieg und drei Niederlagen.
Im Jahre 1937 verlor Graf dann einen ersten offiziellen WM-Kampf auf dem Semmering (Österreich) gegen Menchik deutlich (+2 =5 −9). Dabei nahm sie ihr aber zumindest mehr Punkte ab, als Menchik sonst in allen sieben Weltmeisterschaftsturnieren mit zusammen 81 Partien abgeben musste (+76 =4 −1).
Die 7. Frauenweltmeisterschaft wurde noch im selben Jahr in Stockholm nach einer Variante des Schweizer Systems ausgetragen. Hier belegte Graf unter den 29 Teilnehmerinnen den dritten Platz hinter Vera Menchik und der Italienerin Clarice Benini.
Einen weiteren Anlauf auf den Titel unternahm sie bei der Schachweltmeisterschaft der Frauen 1939. In Buenos Aires musste sie aber erneut Vera Menchik den Vortritt lassen, es reichte nur zu Platz 2 und somit zur Vizeweltmeisterschaft.
Weitere Erfolge waren Platz eins 1932 in Wien und 1936 auf dem Semmering, der 4:0-Sieg 1939 in Amsterdam gegen Fenny Heemskerk und zwei Matchsiege gegen die Niederländerin Catharina Roodzant in Rotterdam, und zwar 1937 mit 3,5:0,5 und 1939 mit 3:1. Dagegen musste sie sich 1934 in Hamburg Paul Heuäcker mit 0:6 geschlagen geben.
Ihre höchste historische Elo-Zahl betrug 2431. Diese erreichte sie im August 1946.

## Partiebeispiel
|   | a | b | c | d | e | f | g | h |   |
| 8 |   |   |   |   |   |   |   |   | 8 |
| 7 |   |   |   |   |   |   |   |   | 7 |
| 6 |   |   |   |   |   |   |   |   | 6 |
| 5 |   |   |   |   |   |   |   |   | 5 |
| 4 |   |   |   |   |   |   |   |   | 4 |
| 3 |   |   |   |   |   |   |   |   | 3 |
| 2 |   |   |   |   |   |   |   |   | 2 |
| 1 |   |   |   |   |   |   |   |   | 1 |
|   | a | b | c | d | e | f | g | h |   |

In der folgenden Partie besiegte Graf mit den schwarzen Steinen in einem Schaukampf in Amsterdam 1934 die Schachweltmeisterin Menchik.
Menchik–Graf 0:1
Amsterdam, 21. März 1934
Abgelehntes Damengambit (Tarrasch-Verteidigung), D32
1. d4 d5 2. c4 e6 3. Sc3 c5 4. e3 Sf6 5. Sf3 Sc6 6. a3 Ld6 7. Ld3 0–0 8. 0–0 b6 9. De2 Lb7 10. cxd5 exd5 11. dxc5 bxc5 12. Td1 Se5 13. La6 Sxf3+ 14. gxf3 Lxh2+ 15. Kxh2 Dd6+ 16. f4 Lxa6 17. Df3 Lb7 18. Ld2 Dd7 19. Dh3 Dxh3+ 20. Kxh3 d4 21. exd4 cxd4 22. Sb5 d3 23. Le3 Tfd8 24. Sd4 La6 25. b4 Sd5 26. b5 Sxf4+ 27. Kg4 Se2 28. Txd3 Lxb5 29. Sxb5 Txd3 30. Kf3 Sc3 0:1

## Leben nach der Emigration
Im Jahre 1939 kehrte die inzwischen staatenlose Graf wegen des beginnenden Zweiten Weltkrieges nicht von der Weltmeisterschaft in Buenos Aires nach Deutschland zurück. Sie blieb stattdessen in Argentinien, wo sie 1947 den Seehandelskaufmann Vernon Stevenson heiratete. Mit ihm übersiedelte sie zunächst nach Los Angeles, später nach Palm Springs, jeweils im Süden von Kalifornien in den Vereinigten Staaten. Sie hatten einen Sohn, Alexander (* 1951).
1950 gehörte sie zu den ersten 17 Spielerinnen, die den Titel Internationaler Meister der Frauen (WIM) erhielten. Obwohl nach Einschätzung von Max Euwe weiterhin zur Weltspitze zählend, nahm sie an keiner weiteren Weltmeisterschaft teil, jedoch gewann sie als Sonja Graf-Stevenson 1957 in Los Angeles und 1964 in New York die US-Meisterschaft der Frauen. Am 6. März 1965 verstarb sie in New York City an einer Leberkrankheit.

## Ehrungen
2016 wurde Sonja Graf-Stevenson in die World Chess Hall of Fame aufgenommen. Außer ihr wurden aus Deutschland bisher nur Emanuel Lasker und Siegbert Tarrasch so geehrt.

## Schriften
In Argentinien schrieb sie zwei Bücher:
- Asi Juega Una Mujer. Editorial Sudamericana, Buenos Aires 1941.
- Yo soy Susann. Editorial Piatti, Buenos Aires 1946.